# Irish Open 1937
Die Irish Open 1937 waren die 31. Austragung dieser internationalen Meisterschaften von Irland im Badminton. Sie fanden in Dublin statt.	

## Finalresultate
| Disziplin    | Sieger                         | Finalist                      | Ergebnis           |
| ------------ | ------------------------------ | ----------------------------- | ------------------ |
| Herreneinzel | James Rankin                   | R. S. McCoig                  | 15–4, 15–6         |
| Dameneinzel  | Elizabeth Anderson             | Mavis Macnaughton             | 11–3, 6–11, 11–6   |
| Herrendoppel | Ian Maconachie James Rankin    | J. W. McGarry M. McGarry      | 15–6, 15–5         |
| Damendoppel  | Mavis Macnaughton Norma Stoker | Marian Horsley Olive Wilson   | 15–11, 8–15, 15–7  |
| Mixed        | James Rankin Olive Wilson      | Ian Maconachie Marian Horsley | 15–10, 9–15, 18–14 |